# Annales des Sciences Naturelles; Botanique, sér. 3
Annales des Sciences Naturelles; Botanique, sér. 3 (abreviado Ann. Sci. Nat., Bot., sér. 3) fue una revista ilustrada con descripciones botánicas que fue editada en Francia. Fueron publicados 20 números en los años 1844-1853. Fue precedida por Annales des Sciences Naturelles; Botanique, sér. 2 y sustituida en el año 1854 por Annales des Sciences Naturelles; Botanique, sér. 4.